# Lasioglossum exoneuroides
Lasioglossum exoneuroides là một loài Hymenoptera trong họ Halictidae. Loài này được Rayment mô tả khoa học năm 1953.

## Hình ảnh

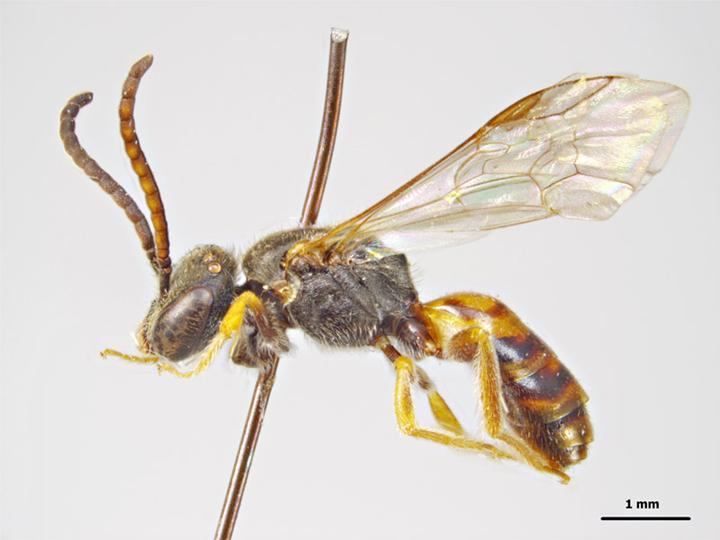